# Waarnemend burgemeester
Een waarnemend burgemeester, in België ook wel dienstdoend burgemeester genoemd, is een tijdelijk aangestelde vervanger van de burgemeester als deze langere tijd niet in functie is in een gemeente.

## België
Een waarnemend burgemeester wordt, bij korte en tijdelijke afwezigheid van de zetelende burgemeester (ziekte, vakantie), door hem zelf aangeduid. Dit zal in de praktijk de eerste schepen zijn.
Bij (plots) overlijden, ontslag of onmogelijkheid dat de burgemeester iemand heeft aangeduid, zal het schepencollege een dienstdoende burgemeester aanduiden, ook meestal de eerste schepen.
Sinds de cumulatie van een burgemeestersambt en een ministeriële functie niet meer is toegelaten, wordt voor de duur van zijn ministerschap, door de burgemeester een plaatsvervanger aangeduid. De waarneming vervalt zodra de burgemeester geen minister meer is en opnieuw het burgemeestersambt kan opnemen.
Tijdens de Tweede Wereldoorlog werden, met de goedkeuring van de bezetter, burgemeesters aangesteld die onmogelijk aan de wettelijke voorwaarden konden voldoen (voldoen aan de wettelijk vastgestelde periode van bewoning in de gemeente, voordracht door de gemeenteraad, benoeming bij koninklijk besluit). Hun aantal werd groot nadat de bezetter een leeftijdsgrens van zestig jaar had opgelegd, zodat veel zittende burgemeesters moesten verdwijnen. 
De benoeming van de oorlogsburgemeesters door de secretaris-generaal voor Binnenlandse Zaken, op last van of met goedkeuring van de bezetter, werd dan ook door de Belgische regering in Londen als onwettelijk beschouwd en zodra het land was bevrijd, werden ze uit de functie ontzet. 
De voormalige rechtmatige burgemeesters, als ze nog beschikbaar waren, hernamen automatisch hun ambt en in de lijst van wettige burgemeesters werden ze ingeschreven, alsof ze de hele oorlog het ambt, zonder onderbreking, hadden uitgeoefend. Ter informatie werden, in chronologische lijsten van burgemeesters, de oorlogsburgemeesters soms in ondergeschikte orde als waarnemend burgemeester vermeld.

## Nederland
Dit kan zich bijvoorbeeld voordoen als de zittende burgemeester langdurig afwezig is wegens ernstige ziekte. Ook als er langere tijd geen burgemeester is doordat aan de vorige burgemeester ontslag is verleend of bij (plots) overlijden en er nog geen opvolger is benoemd, wordt veelal een waarnemend burgemeester benoemd. Als waarschijnlijk is dat een gemeente in de naaste toekomst bij een gemeentelijke herindeling zal worden betrokken, wordt in geval van een burgemeestersvacature vaak afgezien van de benoeming van een nieuwe burgemeester. Ook in die gevallen wordt dan doorgaans een waarnemend burgemeester benoemd.
Waarnemende burgemeesters worden vaak gerekruteerd uit een bestand van ervaren oud-burgemeesters die met pensioen zijn. Soms wordt de burgemeester van een andere gemeente tot waarnemend burgemeester benoemd. Zo iemand oefent dan het ambt van burgemeester in één gemeente uit en is gelijktijdig belast met de waarneming van dat ambt in een andere gemeente.
Een door de commissaris van de Koning aangewezen waarnemend burgemeester vervangt de burgemeester volledig, dus zowel in de hoedanigheid van burgemeester, in de hoedanigheid van voorzitter van het college én (anders dan een locoburgemeester) ook in de hoedanigheid van voorzitter van de gemeenteraad.

### Trivia
Om aan wettelijke termijnen te voldoen is het voorgekomen dat waarnemend burgemeesters voor een tijdsduur van enkele uren werden benoemd en beëdigd door de commissaris van de Koning:
- In maart 2018 is in Stadskanaal voormalig raadslid Gert-Jan Boels tot waarnemer benoemd voor één avond om de nieuw gekozen gemeenteraad te beëdigen.[1]
- Op 30 maart 2022 is oud-burgemeester Bram van Hemmen voor een halve dag benoemd tot waarnemer in Hillegom om de nieuw gekozen gemeenteraad te beëdigen en de raadsvergadering te leiden omdat de kroonbenoemde burgemeester wegens persoonlijke omstandigheden hiertoe niet in staat was.[2]